# Marinowci (obwód Wielkie Tyrnowo)
Marinowci (bułg. Мариновци) – wieś w Bułgarii, w obwodzie Wielkie Tyrnowo, w gminie Elena. Wieś wymarła.